# Dicranomyia nelliana
Dicranomyia nelliana là một loài ruồi trong họ Limoniidae. Chúng phân bố ở miền Tân bắc.